# Villequier
Villequier település Franciaországban, Seine-Maritime megyében. Lakosainak száma 691 fő (2018. január 1.). Villequier Saint-Arnoult, Anquetierville, Norville, Saint-Nicolas-de-Bliquetuit, Touffreville-la-Cable, Triquerville és Vatteville-la-Rue községekkel határos.

## Népesség
A település népessége az elmúlt években az alábbi módon változott:
| Lakosok száma | 740  | 773  | 752  | 769  | 822  | 758  | 755  | 750  | 769  | 691  |
|               | 1962 | 1968 | 1975 | 1982 | 1990 | 2008 | 2013 | 2015 | 2017 | 2018 |